# When Love Met Destruction
When Love Met Destruction é o segundo EP da banda americana de metalcore Motionless In White, lançado pela Tragic Hero Records em 17 de fevereiro de 2009.

## Gravação
O When Love Met Destruction foi gravado na cidade natal da banda após um ano de lançamento do seu EP de estreia The Whorror. When Love Met Destruction era inicialmente um álbum completo que foi concebido para ser liberado através da gravadora Masquerade, onde ele foi gravado em 2008, com valores de produção limitadas. Este álbum, entretanto, nunca foi lançado oficialmente apesar de todas as suas onze faixas serem disponiveis na internet. Depois de pegar a atenção da maior gravadora,Tragic Hero Records, a banda em seguida, tomou a decisão de re-gravar seis das 11 faixas que depois veio a ser a versão de "When Love Met Destruction" e é a forma que o álbum é mais conhecido.
Algumas músicas da versão original do álbum foram posteriormente refeitas em novas músicas. Por exemplo, a música "Bananamontana" foi refeita para a música "City Lights", que é destaque no primeiro álbum full-length da banda, Creatures. O refrão da faixa-de "When Love Met Destruction" foi reutilizado na música "Creatures".

## Faixas
| Faixas da versão EP |                                               |         |  |
| N.º                 | Título                                        | Duração |  |
| 1.                  | "To Keep from Getting Burned"                 | 3:30    |  |
| 2.                  | "Ghost in the Mirror"                         | 3:38    |  |
| 3.                  | "Destroying Everything"                       | 5:03    |  |
| 4.                  | "Whatever You Do...Don't Push the Red Button" | 2:19    |  |
| 5.                  | "Billy in 4-C Never Saw It Coming"            | 4:03    |  |
| 6.                  | "The Seventh Circle"                          | 3:32    |  |
| Duração total:      | Duração total:                                | 23:30   |  |

| Faixas da versão álbum (Completa) | |         |  |
| N.º                               | Título                                                                                                  | Duração |  |
| 1.                                | "When Love Met Destruction (o refrão da música foi usado em "Creatures")"                               | 2:15    |  |
| 2.                                | "To Keep from Getting Burned"                                                                           | 3:33    |  |
| 3.                                | "Ghost in the Mirror"                                                                                   | 3:41    |  |
| 4.                                | "Destroying Everything"                                                                                 | 2:15    |  |
| 5.                                | "Whatever You Do...Don't Push the Red Button"                                                           | 3:32    |  |
| 6.                                | "She Never Made It to the Emergency Room" (Versão re-gravada, originalmente apresentada no The Whorror) | 3:32    |  |
| 7.                                | "Billy in 4-C Never Saw It Coming"                                                                      | 4:04    |  |
| 8.                                | "We Only Come Out at Night" (re-gravada para o Creatures)                                               | 2:49    |  |
| 9.                                | "Bananamontana" (re-gravada para o Creatures como "City Lights")                                        | 3:05    |  |
| 10.                               | "The Seventh Circle"                                                                                    | 3:35    |  |
| 11.                               | "Apocolips" (Versão re-gravada, originalmente apresentada no The Whorror)                               | 3:58    |  |
| Duração total:                    | Duração total:                                                                                          | 38:49   |  |

## Produção
Motionless in White
- Angelo Parente - Bateria
- Chris Cerulli - Vocal, Guitarra Adiçional
- Joshua Balz - Teclados, Sintentizador
- TJ Bell - Guitarra, Vocal de Apoio
- Frank Polumbo - Baixo
- Mike Costanza - Guitarra (Na versão original)
- Ryan Sitkowski - Guitarra (Re-gravação)